# 결정학

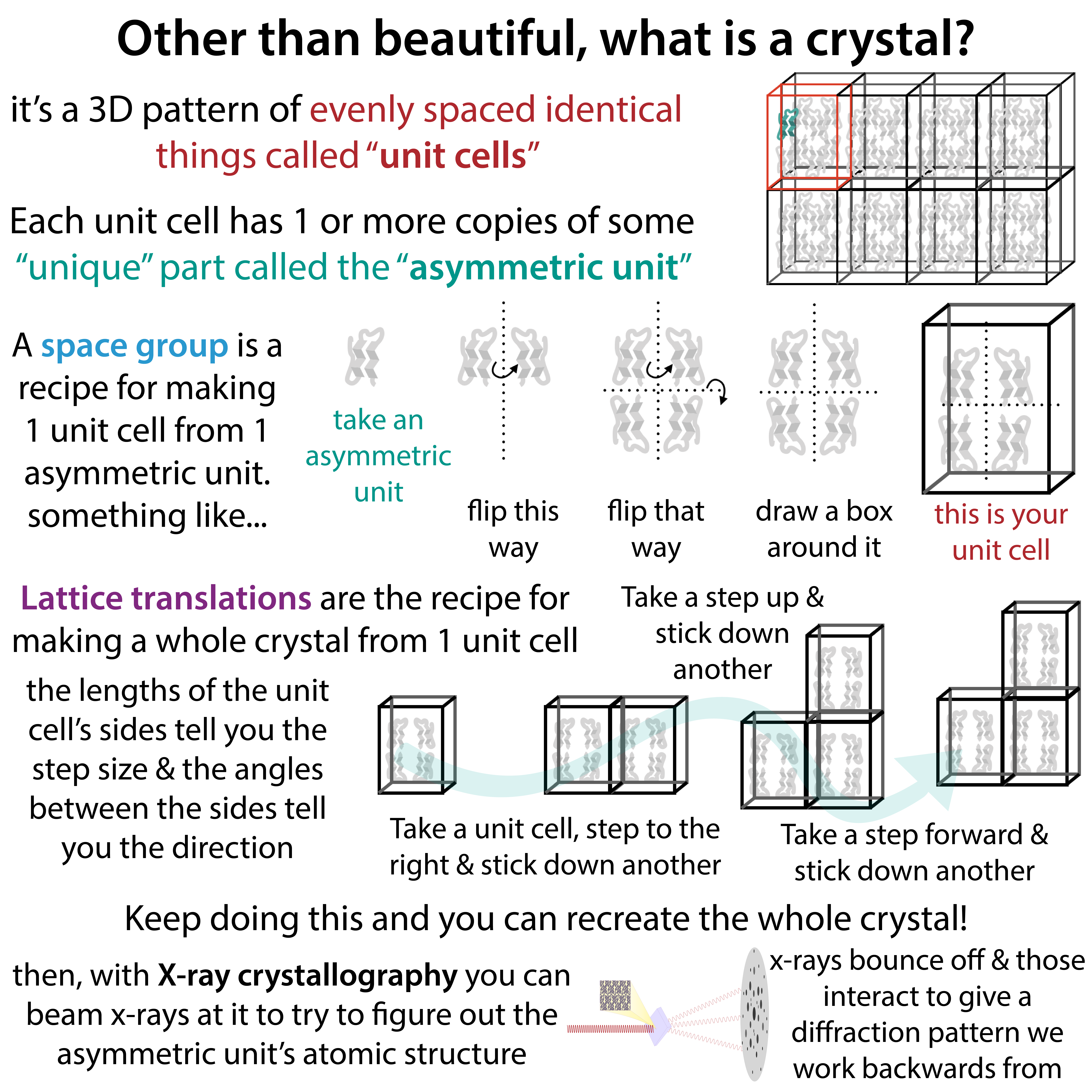

결정학(結晶学, crystallography)은 결정의 기하학적인 특징과 광학적인 성격, 물리적 성질, 화학적 성질 등을 연구하는 학문이다. 오늘날 결정학은 고체물리학, 화학에서 다루어진다.

## 결정학에 관련된 과학자
- 윌리엄 헨리 브래그
- 윌리엄 로런스 브래그
- 프랜시스 크릭
- 피에르 퀴리
- 로잘린드 프랭클린
- 막스 폰 라우에
- 단 셰흐트만

## 같이 보기
- 결정
- 응집물질물리학
- 전자회절
- 회절
- 금속 공학
- 광물학
- X선 회절
- 중성자 회절